# Infundibulicybe gibba
Espèce
Infundibulicybe gibba (autrefois Clitocybe gibba), le Clitocybe en entonnoir  ou Coupe bocagère, est une espèce de champignons basidiomycètes en forme d'entonnoir et lamellé du genre Infundibulicybe (genre proche du clade Marasmioïde et probablement MRCA du clade Tricholomatoïde).

## Taxinomie

### Nom binomial accepté
Infundibulicybe gibba  (Pers.) Harmaja 2003

### Synonymes
- Agaricus gibbus Pers. 1801 (synonyme)
- Agaricus gibbus membranaceus (Vahl) Fr. 1828 (synonyme)
- Agaricus infundibuliformis (synonyme)
- Agaricus infundibuliformis var. membranaceus (Vahl) Fr. 1838 (synonyme)
- Clitocybe infundibuliformis (synonyme)
- Clitocybe infundibuliformis var. membranacea (Vahl) Massee 1893 (synonyme)
- Clitocybe membranacea (Vahl) Sacc. 1887 (synonyme)
- Omphalia gibba (Pers.) Gray 1821 (synonyme)

## Description

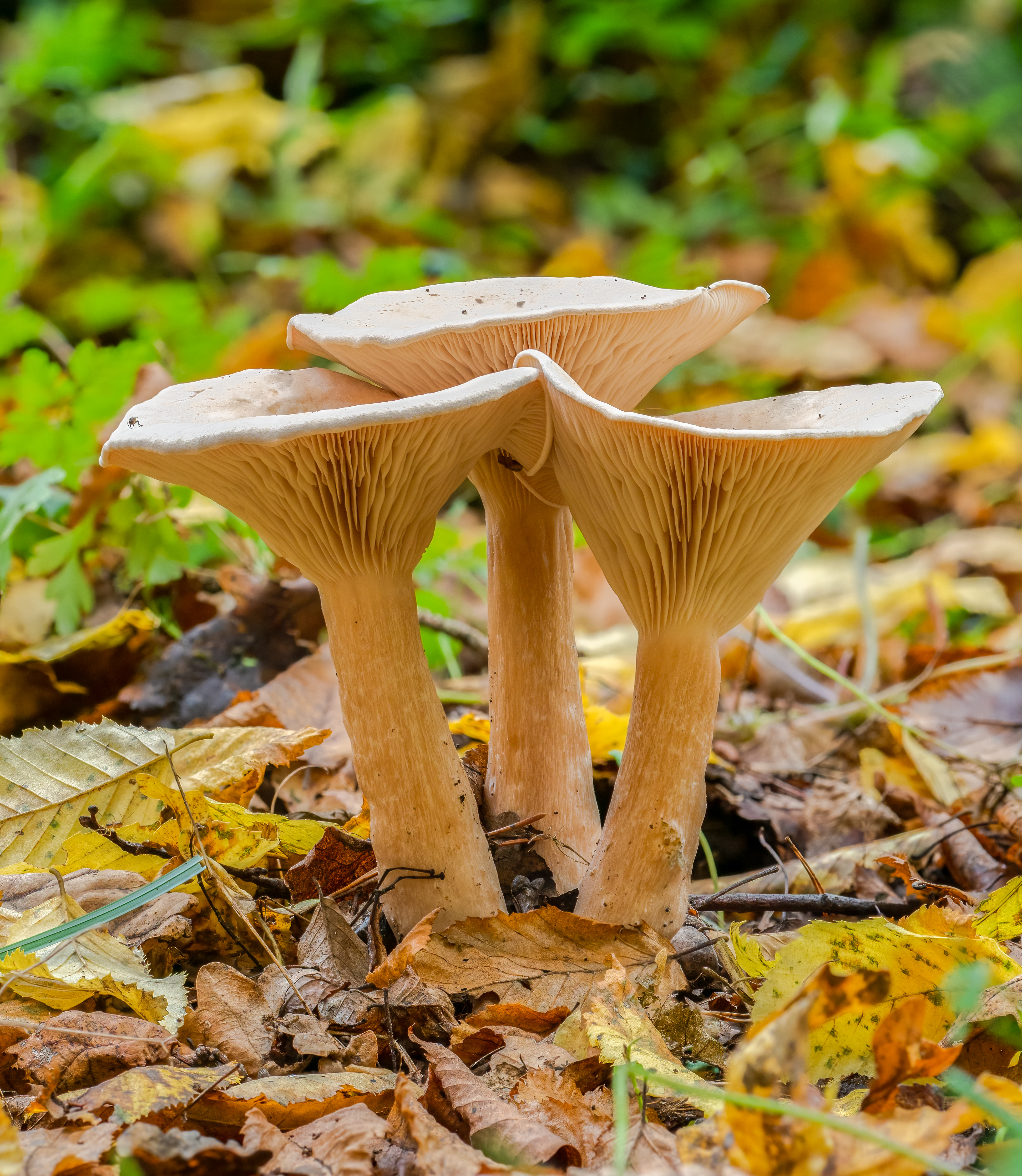
Infundibulicybe gibba vers Bamberg en Allemagne. Octobre 2019.

Hyménophore : chapeau de 4 à 10 cm, grégaire, convexe devenant rapidement plat à marge enroulée puis infundibuliforme, le plus souvent orné au centre d'un petit mamelon, à marge lisse, hygrophane,
Cuticule : cuticule mate ou finement veloutée, de couleur crème à beige ochracé ou beige à brun clair
Lames : lames blanches,  moyennement espacées, de couleur blanchâtre et décurrentes
Stipe : le pied ne porte pas d'anneau, creux, cylindrique et fibrilleux, d'abord blanchâtre puis devenant beige à roussâtre pâle en prenant de l'âge, abondamment orné de feutrage blanchâtre à la base
Sporée : spores blanches
Odeur : exhalaison de foin ou cyanique (amandes amères).

## Habitat
Il pousse sur le sol dans les forêts caducifoliées jusqu'aux premières gelées.

## Comestibilité
S'il est considéré comme un comestible moyen, de saveur douce, il est toutefois préférable d'en rejeter le pied qui est trop fibreux.

## Répartition
Europe.